# Ella Fitzgerald
Ella Fitzgerald (Newport News (Virgínia), 25 d'abril del 1917 - Beverly Hills, 15 de juny del 1996), també coneguda com a Lady Ella o The First Lady of Song (en català La primera dama de la cançó), fou una cantant nord-americana de jazz.

## Biografia
Nascuda a Newport News, Virgínia , EUA , va créixer a Yonkers, Nova York , en una situació de pobresa permanent. El seu pare, William Fitzgerald, conductor de tren, va abandonar a la seva mare Temperance (Tempie) Fitzgerald, bugadera, quan Ella era encara molt petita. Les dues es van traslladar a Yonkers (Nova York), juntament amb el promès de la Tempie, Joseph Da Silva, amb el qual tindria una filla el 1923, Frances Fitzgerald.
Al 1932, la mare d'Ella va morir després d'un greu accident de trànsit. Després d'estar amb Da Silva durant un breu període, la seva tieta Virgínia es va fer càrrec d'ella. Poc temps després, Da Silva moriria d'un atac cardíac, per la qual cosa Frances va haver d'anar també a viure amb Ella i la seva tieta.
Aquest ambient dramàtic va condicionar el comportament d'Ella, que va tenir freqüents problemes amb l'absentisme escolar i fins i tot amb la policia, fet que la va dur a ser internada en un reformatori, d'on va tractar d'escapar diverses vegades, així com de casa.
Ja de petita li agradava ballar i cantar en un club escolar i en el cor de la Bethany African Methodist Episcopal Church. Va aprendre a tocar el piano, va escoltar atentament la ràdio i va estudiar tots els enregistraments que sortien de Louis Armstrong i les Boswell Sisters .
El 1932 es va traslladar a Nova York per viure amb un oncle i va trobar un lloc en la State Training School For Girls de Nova York, una mena d'hospici. Cap a 1934 el va abandonar.

### Començaments com a cantautora
Ella va debutar com a cantant als 19 anys, el 21 de novembre de 1934, al Harlem Apollo Theater de Nova York, guanyant el concurs Amateur Night Xous amb la cançó «Judy», interpretada a l'estil del seu ídol Connee Boswell. Després d'una breu col·laboració amb la banda de Tiny Bradshaw, Ella va aconseguir entrar a l'orquestra de Chick Webb, convençuda per un dels assistents a les nits de l'Apollo: el prestigiós arranjador i saxofonista alt Benny Carter.
Va començar a cantar amb la banda de Chick Webb en 1935, al Savoy Ballroom de Harlem . El crític George T. Simon va escriure a la revista Metronome al gener de 1936: «Aquí tenim a la número u de 1936 ... Ella Fitzgerald ... la joia de 17 anys que canta al Harlem Savoy Ballroom amb l'estupenda orquestra de Chick Webb amb la seva gran aptitud natural per al cant ... una de la millors ... no hi ha raó per pensar que no arribi a ser la millor dins d'un temps ». El 1937, la meitat dels temes de la banda comptaven ja amb la veu d'Ella. Va gravar una sèrie d'èxits amb ells, incloent «If You Can not Sing It, You'll Have to Swing It», però no va ser fins a la gravació de la seva versió de la cançó de bressol «A Tisket a Tasket» el 1938 quan va arribar la fama. Durant aquesta etapa, Fitzgerald era essencialment una cantant de pop i swing que donava el millor de si en les balades. Tenia ja una bella veu, però ni improvisava ni practicava encara el scat. Va efectuar nombrosos enregistraments amb Louis Armstrong, Count Basie, Duke Ellington i en solitari.
Quan Chick Webb va morir en 1939, la banda va continuar la seva gira sota el nou nom de Ella Fitzgerald and Her Famous Orchestra. Uns anys més tard, esgotada de l'esforç que suposava dirigir l'orquestra i cantar diàriament, va dissoldre la formació.

### Solistes
Va començar la seva carrera en solitari en 1941. Va cantar amb the Ink Spots, Louis Jordan i The Delta Rhythm, i el 1946 va començar a cantar amb regularitat en els concerts de Norman Granz Jazz at the Philharmonic (JAP), convertint-se Granz en el seu mànager. Un gran canvi es va produir en l'estil d'Ella durant aquest període. Va estar de gira amb la banda de Dizzy Gillespie i va adoptar el bebop com a part del seu estil, i va començar a incloure fragments de scat en les seves interpretacions. Els seus enregistraments de "Lady Be Good", "How High the Moon" i "Flying Home" durant 1945-1947 es van fer molt populars i la seva alçada com una de les primeres veus del jazz es va assentar. Durant un temps (10 de desembre de 1947-28 d'agost de 1953), va estar casada amb el baixista Ray Brown, amb qui va adoptar un nen, i usava el seu trio com a acompanyant. Les sèries de duets amb el pianista Ellis Larkins el 1950 i 1954 la van fer interpretar composicions de George Gershwin, com faria en un dels seus songbooks .
Després d'aparèixer en la pel·lícula de 1955 Pete Kelly's Blues, Ella va signar per fi amb el segell Verve de Norman Granz i durant diversos anys gravaria els famosos Song Books dels grans compositors nord-americans de música popular: Cole Porter, els Gershwins, Rodgers & Hart, Duke Ellington, Harold Arlen, Jerome Kern i Johnny Mercer. Encara que (amb l'excepció dels discos sobre Ellington) no van ser les seves interpretacions més jazzístiques (doncs Ella s'apegaba a la melodia i anava acompanyada d'una gran orquestra de corda), el resultat va ser memorable. En 1960 grava el seu concert a Berlín, que es converteix en el seu disc més important per Verve.
Fitzgerald va gravar per Capitol i Represa entre 1967 i 1970. En els seus últims anys, Fitzgerald va tornar amb Granz per formar part de la seva nova companyia, Pablo. La seva col·laboració va començar amb un gran concert el 1972, el Santa Monica Civic Concert, i va seguir al llarg de tota la dècada amb discos orientats plenament al jazz, cantant amb Count Basie, Federico Parra, Oscar Peterson i Joe Pass, entre d'altres.

## Premis, distincions i honors
Fitzgerald va guanyar tretze premis Grammy, i va rebre a més un per la seva trajectòria artística al 1967.
Altres premis importants i honors que va rebre durant la seva carrera van ser el Centre Kennedy per a les arts Arts Medalla d'Honor Premi, Medalla Nacional d'Art, i la primera Society of Singers Lifetime Achievement Award , anomenada "Ella" en el seu honor, Medalla Presidencial de la llibertat, i el UCLA Spring Sing; A la ciutat de la Universitat del Sud de Califòrnia, va rebre el Premi USC "Magnum Opus" que penja a l'oficina de la Fundació Caritativa d'Ella Fitzgerald. El 1990, va rebre un doctorat honorari en Música de la Harvard University.

## Mort
El 1985, Fitzgerald va ser hospitalitzada breument per problemes respiratoris; el 1986, per insuficiència cardíaca congestiva, i el 1990 per esgotament. El 1987, com a homenatge pels seus 70 anys, la famosa cantant francesa France Gall li va dedicar la cançó Ella, elle l'a ("Ella, ella ho té"), que va ser un èxit musical. El 1993, ella va haver de patir l'amputació de les dues cames per sota del genoll a causa dels efectes de la diabetis. La seva vista es va veure afectada també.
El 1996, cansada d'estar a l'hospital, Ella volia passar els seus últims dies a casa. Confinada a una cadira de rodes, va passar els seus últims dies al pati del darrere de la seva mansió de Beverly Hills a Whittier, amb el seu fill Ray i la seva neta, Alice, de 12 anys. "Només vull olorar l'aire, sentir els ocells i sentir riure Alice," li hauria dit. En el seu últim dia, va ser portada fora per última vegada i es va asseure allà durant aproximadament una hora. Quan se la van emportar de nou, Ella va alçar la vista amb una suau somriure a la cara i va dir: "Estic a punt per anar-me'n ara." Ella va morir a casa el 15 de juny de 1996 a l'edat de 79 anys. Poques hores després de la seva mort, el Festival de Jazz de Playboy es va posar en camí en el Hollywood Bowl. En homenatge, la marquesina deia: "Ella et trobarem a faltar". El seu funeral va ser privat, i la van enterrar a Inglewood Park Cemetery a Los Angeles.

## Discografia

### Dècada dels 50
- Ella Sings Gershwin (1950)
- For Sentimental Reasons (1952)
- Songs in a Mellow Mood (1954)
- Lullabies of Birdland (1954)
- Miss Ella Fitzgerald & Mr Gordon Jenkins Invite You to Listen and Relax (1955)
- Ella Fitzgerald Sings the Cole Porter Songbook (1956)
- Ella and Louis (1956)
- Ella Fitzgerald Sings the Rodgers & Hart Songbook
- Ella and Louis Again
- Ella Fitzgerald Sings the Duke Ellington Songbook
- Like Someone in Love
- Porgy and Bess
- Ella Swings Lightly
- Ella Fitzgerald Sings the Irving Berlin Songbook
- Get Happy!
- Ella Fitzgerald Sings Sweet Songs for Swingers
- Ella Fitzgerald Sings the George and Ira Gershwin Songbook

### Dècada dels 60
- Ella Wishes You a Swinging Christmas
- Hello, Love
- Ella Fitzgerald Sings Songs from "Let No Man Write My Epitaph"
- Ella Fitzgerald Sings the Harold Arlen Songbook
- Clap Hands, Here Comes Charlie!
- Rhythm Is My Business
- Ella Swings Brightly with Nelson
- Ella Swings Gently with Nelson
- Ella Sings Broadway
- Ella Fitzgerald Sings the Jerome Kern Songbook
- Ella and Basie!
- These Are the Blues
- Hello, Dolly!
- Ella Fitzgerald Sings the Johnny Mercer Song Book Ella at Duke 's Place
- Whisper Not
- BRIGHTEN the Corner
- Ella Fitzgerald 's Christmas
- 30 by Ella
- Misty Blue
- ella

### Dècada dels 70
- Things Is not What They Used to Be (And You Better Believe It)
- Ella Loves Cole
- Take Love Easy
- Fine and Mellow
- Ella and Oscar
- Fitzgerald and Pass ... Again
- lady Time
- Dream Dancing
- A Classy Parell

### Dècada dels 80
- Ella Abraça Jobim
- The Best Is Yet to Come  · Speak Love
- Nice Work If You Can Get It
- Easy Living
- All That Jazz

Àlbums en viu
- Ella at the Opera House
- Ella Fitzgerald and Billie Holiday at Newport
- Ella in Rome: The Birthday Concert
- Ella Fitzgerald Live at Mister Kelly 's
- Ella in Berlin: Mack the Knife
- Ella in Hollywood
- Ella Returns to Berlin
- Twelve Nights in Hollywood
- Ella at Juan-Les-Pins
- Ella in Hamburg
- Ella and Duke at the Cote D'Azur
- Sunshine of Your Love
- Newport Jazz Festival: Live at Carnegie Hall
- The Stockholm Concert, 1966
- Ella in Budapest, Hungary
- Ella à Nice
- Jazz at Santa Monica Civic '72
- Ella in London
- Montreux '75
- Montreux '77
- Digital III at Montreux
- A Perfect Match
- Sophisticated Lady